# Sarolt fejedelemasszony
Sarolt (bolgár-török: "fehér hölgymenyét"), (950 k. – 1008 k.) Géza nagyfejedelem felesége, az erdélyi Zombor gyula leánya, Szent István anyja, Anonymus szerint Tétény vezér ("Töhötöm") dédunokája. Születésének és halálának körülményei nem ismertek. Gyermekei születési idejéből következtetve, születési idejét a 950-es évek második felére szokás tenni. Nevét (feltételezések szerint) a Sarud, Sarród helynevek őrzik, ahol szálláshelyei lehettek.

## Származása
Sarolt annak a gyulának a leánya, aki 950 után keleti rítus szerint keresztény hitre tért. Bizánci forrásból (Szkülitzész) tudjuk, hogy kevéssel Termacsu és Bulcsú bizánci követjárása után az erdélyi gyula szintén Bizáncba ment, ott megkeresztelkedett és magával vitt egy Hierotheosz nevű szerzetest, akit előzőleg „Turkia”, azaz Magyarország püspökévé szenteltek. Ennek alapján tehát az első magyarországi térítő-püspökség keleti rítus szerint létesült és felállítása Sarolt apja, az erdélyi Gyula nevéhez fűződik.

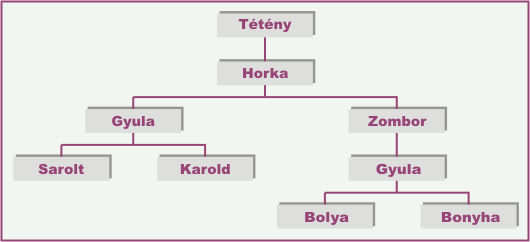
Az erdélyi gyulák családfája Anonymus szerint

 Bizonyosra vehető tehát, hogy Sarolt is keleti rítus szerint megkeresztelkedett.
Az egykorú bajor évkönyv viszont a lázadó kisebb Gyuláról, mint a testvéréről beszél – azaz nem, mint Anonymus, az unokatestvéréről –, ugyanígy István lázadó nagybátyjáról beszél Merseburgi Thietmar, aki nevét is megadja Prokuj alakban. Ebben az uj a régi magyarban szláv eredetű nagybácsi jelentésű szó van, tehát Sarolt testvére Prok lehetett, akinek nevét valószínűleg a Parajd, Parád helynevek őrizték meg.

## Élete
Géza 970 táján vette feleségül Saroltot. A kutatók többsége erre az időszakra teszi Géza nagyfejedelemségének kezdetét, de valójában ebben a kérdésben – források hiányában – becsléssel lehet következtetni. Ez azt is jelenti, hogy nem lehet tudni, hogy a feleség kiválasztása Géza vagy Taksony politikájának eredménye volt-e. Bizonyos azonban, hogy a magyar vezetés már akkor tisztában volt a dinasztikus házassági politika jelentőségével, így mindenképpen figyelemre méltó az a tény, hogy Géza felesége – mai szemmel nézve – belföldi előkelő családjából került ki. Ez csak úgy magyarázható, hogy a 10. század második felében már akkora volt az egyes országrészek különállása, hogy Taksony, vagy Géza országrészéből nézve az erdélyi gyulák országrésze már szinte „külföldnek” számított. Feltehetően Géza a házasság révén próbálta befolyását növelni a Kárpát-medence keleti felében. A valóságban nem ez történt, nem Gézának sikerült teret nyerni Gyula országrészében, hanem Sarolt hozta el a bizánci kereszténységet a Dunántúlra.
Géza országrészében a 970-es évek elején lendületesen indult nyugati térítés csakhamar alábbhagyott, majd kifulladt. 973. május 7-én meghalt a magyar térítést fontosnak tartó I. (Nagy) Ottó császár. Utódai, II. Ottó, illetve a III. Ottó helyett kormányzó Theophanu anyacsászárné nem fordítottak figyelmet a magyarokra. A Gézát megkeresztelő Sankt Gallen-i Bruno püspök és Piligrim passaui püspök térítőpapjai elhagyták az országot, s nem sokkal később Querfurti Brúnó krónikájából értesülhetünk, hogy Magyarországon Sarolt, ki „az egész országot egy férfi kezével tartotta hatalmában”, vezetése alatt a keresztény hit „pogánysággal vegyült” és „rosszabb kezdett lenni a barbárságnál ez a tétlen bágyadt kereszténység”. Nagyon valószínű, hogy az elfogult krónikás a fejedelemasszony kíséretében érkezett görög térítőpapok tevékenységéről írt így. Tény, hogy Géza fejedelemsége alatt 995-ig nem létesült sem helyhez kötött püspökség, sem bencés monostor a Dunántúlon. Ezzel szemben nagyon valószínű, hogy Sarolt kezdeményezésére jött létre az ortodox veszprémvölgyi apácakolostor.
Mutatnak nyomok arra, hogy Sarolt nem saját kezdeményezésére terjesztette a keleti rítusú kereszténységet, hanem bizánci állami segítséggel. Ebben az időszakban azonban a Bizánci Birodalomnak belső problémákkal kellett megküzdenie, így végül a keleti rítusú egyháznak nem sikerült megvetnie lábát Géza országában.
A fejedelemasszony férfias, határozott jelleméről több korabeli forrásból is értesülhetünk. Merseburgi Thietmar krónikája szerint Sarolt „mértéktelenül ivott”, a lovat „katona módjára ülte meg” és „egy embert hirtelen haragjában […] megölt.” Ezek az értesülések – ha figyelembe vesszük is a nyilvánvaló túlzásokat – nem egy ájtatos fejedelemasszony képét vetítik elénk. Nagyon valószínű, hogy a 90-es évekre az ország irányítása a már megöregedett Géza fejedelem kezéből Sarolt kezébe csúszott át.
A középkori magyar krónikák szerint Géza halála után Koppány feleségül kívánta venni Saroltot (levirátus). Koppány legyőzése után Sarolt további sorsáról semmilyen információnk nincs.

## Gyermekei
Géza és Sarolt három leány- és egy fiúgyermekéről bizonyosan tudunk. A szakirodalomban sokszor Géza leányának tekintik Vitéz Boleszláv lengyel fejedelem második feleségét, az erről szóló forrás azonban csak annyit közöl, hogy Boleszláv felesége Magyarországról származott. Boleszláv 989-ben eltaszította magától magyar feleségét is, aki ekkor Veszprém nevű gyermekével Magyarországra költözött. Veszprém 1031 táján rövid időre lengyel fejedelem lett. Bizonyosan Géza és Sarolt leánya volt az a magyar hercegnő, aki Gavril Radomir bolgár trónörökös felesége lett. 997 táján ő is hazatért és Magyarországon szülte meg fiát, Delján Pétert, akiből utóbb rövid időre bolgár cár lett. A gyermekek sorában 980 táján Vajk, a későbbi Szent István következett. Sarolt és Szent István későbbi viszonyáról semmit nem tudunk. Az bizonyos, hogy a három István-legenda közül egyik sem említi Sarolt nevét. Géza és Sarolt két későn, 990 után született leányának a kiházasítása már fiuk, István politikai céljait szolgálta.

## Géza fejedelem második felesége
A magyar krónikák mindegyike szerint Géza nagyfejedelem felesége és így Szent István anyja Sarolt volt. Lengyel forrásokban azonban található olyan értesülés, hogy Géza Lengyelországból kapott feleséget. Magyarázatként felvetődött, hogy Gézának két felesége volt és a kettő közül az első, a lengyel származású volt Szent István anyja. Padányi Viktor történész ennek bizonyítására a lengyel kútfőkön kívül a következő érveket hozta fel:
- Géza első két leányának és utolsó két leányának születése között feltűnően sok idő telt el
- a Saroltról a 990-es években szóló leírások nem illenek egy feltehetően negyvenöt-ötvenöt év körüli fejedelemasszonyra
- nehezen képzelhető el, hogy Koppány egy ilyen életkorú asszonyt kívánt feleségül venni, hiszen a fejedelemség elnyerésének nem volt feltétele a Sarolttal való házasság.

Az érveket a kutatók többsége nem találta meggyőzőnek, így a mai magyar történelemtudomány egységesen állítja, hogy Szent István anyja az erdélyi Gyula leánya, Sarolt volt.

## Sarolt alakja a művészetben
- Erkel Ferenc 1862-ben operát komponált Sarolta címmel, melyet később Vaszy Viktor és Romhányi József átdolgoztak.
- Sarolt az egyik főszereplője az István, a király rockoperának. [Megformálója az eredeti szereposztásban Berek Kati volt, a későbbi bemutatókon többek között Császár Angela, Kováts Kriszta, Udvaros Dorottya, Éder Enikő, Keresztes Ildikó és Schell Judit alakította.]